# Église Saint-Jean-Baptiste de Leuville-sur-Orge
Pour les articles homonymes, voir Église Saint-Jean-Baptiste.
L'église Saint-Jean-Baptiste de Leuville-sur-Orge est une église catholique française, située à Leuville-sur-Orge dans le département de l'Essonne.

## Historique
L'extérieur de l'église présente plusieurs types de construction : style gothique et époque Renaissance. L'essentiel de la nef et des deux collatéraux, à ossature de blocs de grès avec quelques meulières, semble dater de la fin du XIIIe siècle ou du XIVe siècle, bien que les voûtes des deux bas-côtés aient été refaites au XVIe siècle. Le chevet, carré, est percé d'une fenêtre ogivale aujourd'hui murée. Les traces d'une litre funéraire portant les armes de Louis Olivier, seigneur de Leuville mort en 1663, sont encore visibles par endroits.
La façade est divisée en trois parties séparées par des contreforts. La rose et l'oculus, entourés de briques, auraient été percés au XIXe siècle. Les contreforts sont terminés par des pyramidions surmontés de boulets de pierre, dont beaucoup ont disparu. Le linteau de la porte centrale est formé d'un seul morceau de grès, surmonté d'un bloc faisant saillie ayant servi à représenter les armoiries du seigneur de Leuville.
Au côté gauche de l'église est accolée une tourelle qui contient l'escalier du clocher. Une autre construction de même type, se trouve sur le même côté, presque au chevet. Au côté droit, un autre appendice sert de sacristie.
Le pignon tronqué a dû être surmonté d'un autre clocher que la tour actuelle, charpentée en bois et recouverte d'ardoises sur toutes ses faces, dont deux sont percées de quatre petites ouvertures avec abat-son. Elle abrite une cloche, bénie en 1708 par l'évêque Dubois[Lequel ?] et dont le parrain et la marraine étaient le marquis et la marquise Olivier de Leuville. Elle a été refondue en 1754 par le maître fondeur Joseph Thouvenaux.
Sur la place, devant l'église, se trouvait l'ancien cimetière, désaffecté en 1922 et supprimé en 1970. Ses pierres tombales anonymes ont servi à restaurer le dessous de l'autel actuel. 